# Amelia Rose Watkinson

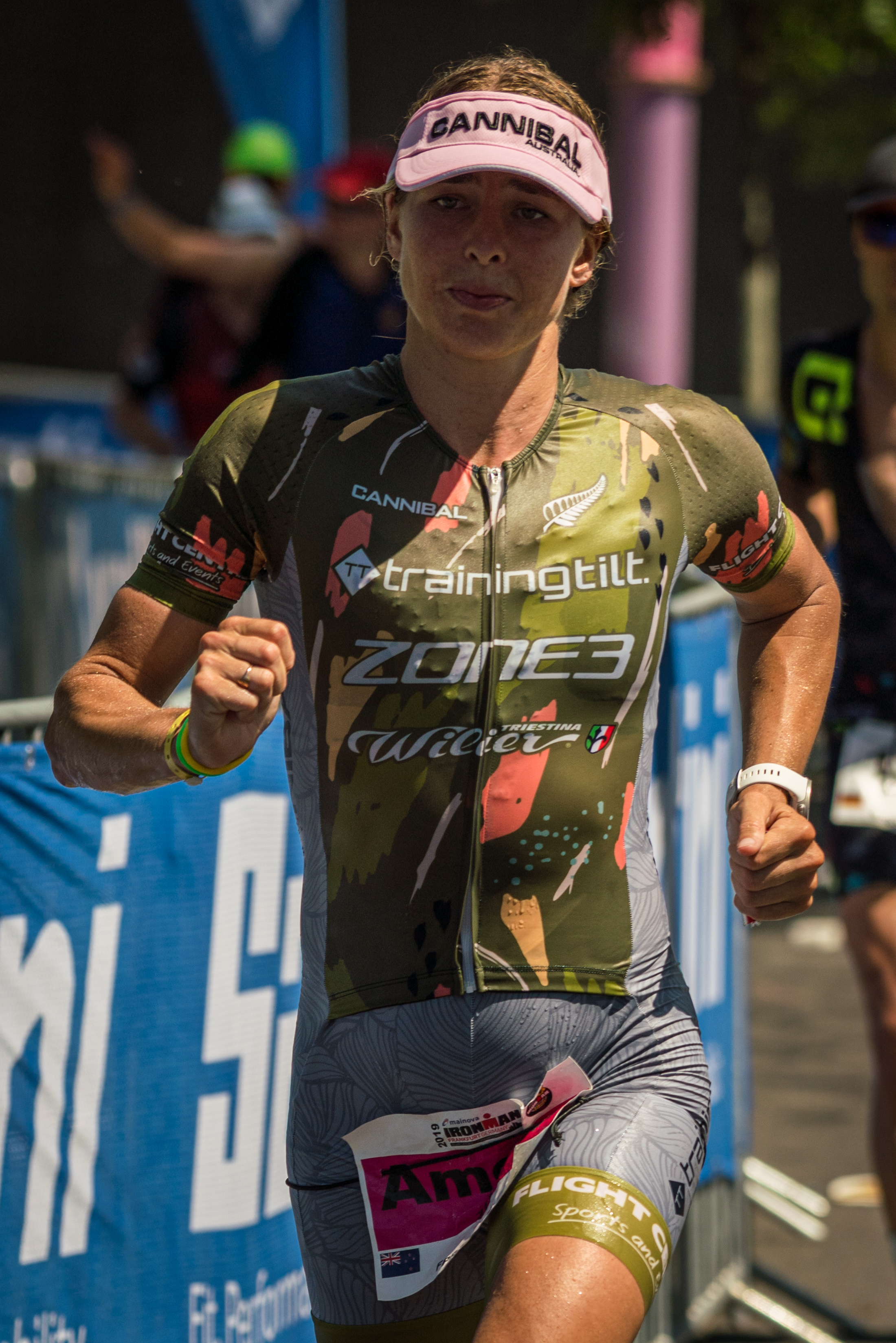
Amelia Rose Watkinson

Amelia Rose Watkinson (14 september 1991) is een Nieuw-Zeelandse triatlete.

## Biografie
Watkinson behaalde een bachelor architectuur aan de Universiteit van Auckland.

## Carrière
Overwinningen (triatlon) :
- 2014 : 
  - Challenge Half Gold Coast - Gold Coast (Australië)
  - Ironman Half - Auckland (Nieuw-Zeeland)
  - Ironman Half - New Plymouth (Nieuw-Zeeland)
- 2015 :
- 2016 
  - Ironman 70.3 - Thailand
  - Laguna Phuket Triathlon - Phuket (Thailand)
  - Ironman 5150 - Bohol (Filipijnen)
  - Challenge Half Kanchanaburi - Kanchanaburi (Thailand)
  - Challenge Half Jeju - Jeju (Zuid-Korea)
  - ITU ld Weihai - Weihai (China)
  - Challenge Half Iskander Puteri - Iskander Puteri (Maleisië)
  - Ironman 70.3 - Busan (Zuid-Korea)
  - Ironman 5150 - Subic Bay (Filipijnen)
  - Pattaya Triathlon - Bangkok (Thailand)
  - Port of Tauranga Half Ironman - Tauranga (Nieuw-Zeeland)
  - naast deze overwinningen won A.R. Watkinson ook nog een vijftal wielerwedstrijden
- 2017
  - Ironman 70.3 - Taupo (Nieuw-Zeeland)
  - Laguna Phuket Triathlon - Phuket (Thailand)
  - Challenge Half Kanchanaburi - Kanchanaburi (Thailand)
  - Krabi International Triathlon - Krabi (Thailand)
  - Ironman 70.3 - Bintan (Indonesië)
  - Ironman 70.3 - (Filipijnen)
  - Ocean Lava Triathlon - Lanzarote
  - Port of Tauranga Half Ironman - Tauranga (Nieuw-Zeeland)
  - naast deze overwinningen won A.R. Watkinson ook nog een wielerwedstrijd

- 2018
  - Tri-league Bangsaen Triathlon - Bangsaen Beach Krabi (Thailand)
- 2019
  - Ironman 70.3 - Gdynia (Polen)
  - Ironman 5150 - Cebu (Filipijnen)
  - Challenge Half Melbourne - Melbourne (Australië)